# Liste der Monuments historiques in Blacy (Marne)
Die Liste der Monuments historiques in Blacy führt die Monuments historiques in der französischen Gemeinde Blacy auf.

## Liste der Objekte
| Bezeichnung                       | Beschreibung                                                                     | Standort                       | Kennzeichnung | Schutzstatus | Datum | Bild |
| --------------------------------- | -------------------------------------------------------------------------------- | ------------------------------ | ------------- | ------------ | ----- | ---- |
| Taufbecken                        | Stein, 17. Jahrhundert                                                           | in der Kirche St-Martin (Lage) | PM51002242    | Inscrit      | 1975  |      |
| Skulptur Heiliger Nikolaus        | Holz, farbig gefasst und vergoldet, 18. Jahrhundert                              | in der Kirche St-Martin (Lage) | PM51002243    | Inscrit      | 1975  |      |
| Hauptaltar                        | Altartisch, Altaraufbau und Tabernakel; Marmor, Holz, vergoldet, 18. Jahrhundert | in der Kirche St-Martin (Lage) | PM51000097    | Classé       | 1975  |      |
| Gemälde Paulus                    | auf Türblatt; Ölfarbe auf Holz, 17. Jahrhundert                                  | in der Kirche St-Martin (Lage) | PM51002244    | Inscrit      | 1975  |      |
| Gemälde Stiftung des Rosenkranzes | Ölfarbe auf Holz, 17. Jahrhundert                                                | in der Kirche St-Martin (Lage) | PM51002245    | Inscrit      | 1975  |      |